# Vernonia barclayi
Vernonia barclayi là một loài thực vật có hoa trong họ Cúc. Loài này được H.Rob. & C.F.Reed miêu tả khoa học đầu tiên năm 1973.